# Ptilodactyla texana
Ptilodactyla texana là một loài bọ cánh cứng trong họ Ptilodactylidae. Loài này được Schaeffer miêu tả khoa học năm 1906.